# Sinechostictus
Sinechostictus is een geslacht van kevers uit de familie van de loopkevers (Carabidae). De wetenschappelijke naam van het geslacht is voor het eerst geldig gepubliceerd in 1864 door Motschulsky.

## Soorten
Het geslacht Sinechostictus omvat de volgende soorten:
- Sinechostictus aeneoviridimicans (Netolitzky, 1938)
- Sinechostictus afghanistanus (Jedlicka, 1968)
- Sinechostictus alesmetana Toledano, 2008
- Sinechostictus arnosti (Nakane, 1978)
- Sinechostictus cameroni (Andrewes, 1922)
- Sinechostictus chujoi (Jedlicka, 1951)
- Sinechostictus cribrum (Jacquelin du Val, 1852)
- Sinechostictus cyprius (De Monte, 1949)
- Sinechostictus dahlii (Dejean, 1831)
- Sinechostictus decoratus (Duftschmid, 1812)
- Sinechostictus doderoi (Ganglbauer, 1891)
- Sinechostictus effluviorus (Peyron, 1858)
- Sinechostictus elongatus (Dejean, 1831)
- Sinechostictus emeishanicus Toledano, 2008
- Sinechostictus exaratus (Andrewes, 1924)
- Sinechostictus fontinalis (Raffray, 1885)
- Sinechostictus frederici (G. Müller, 1918)
- Sinechostictus galloisi (Netolitzky, 1938)
- Sinechostictus ictis (Antoine, 1931)
- Sinechostictus inustus (Jacquelin du Val, 1857)
- Sinechostictus kosti (Matits, 1912)
- Sinechostictus kyushuensis (Habu, 1957)
- Sinechostictus lederi (Reitter, 1888)
- Sinechostictus millerianus (Heyden, 1883)
- Sinechostictus moschatus (Peyron, 1858)
- Sinechostictus multisulcatus (Reitter, 1890)
- Sinechostictus muyupingi Toledano, 2008
- Sinechostictus nakabusei (Jedlicka, 1958)
- Sinechostictus nordmanni (Chaudoir, 1844)
- Sinechostictus pendleburyi (Andrewes, 1931)
- Sinechostictus ruficornis Sturm, 1825
- Sinechostictus solarii (G.Muller, 1918)
- Sinechostictus stomoides (Dejean, 1831)
- Sinechostictus wernermarggii Toledano, 2008